# Ricardo Matosinhos
Ricardo Matosinhos (6 de dezembro de 1982) é um trompista português, pedagogo e autor de materiais didáticos.

## Biografia
Ricardo Matosinhos nasceu em 1982. Estudou trompa com o professor Ivan Kučera (ESPROARTE) e Bohdan Šebestik (ESMAE). Prosseguiu os seus estudos musicais pelos caminhos da trompa no jazz, tendo tido aulas com o saxofonista Mário Santos.
Concluiu em 2012 o mestrado em Ciências da Educação, e o mestrado em Ensino da Música na Universidade Católica com a apresentação da dissertação “Bibliografia Selecionada e Anotada de Estudos para Trompa Publicados entre 1950 e 2011”, tendo lançado posteriormente o site hornetudes.com.
Participou em diversos cursos de aperfeiçoamento em Portugal e no Estrangeiro.
Foi bolseiro da Fundação Calouste Gulbenkian entre 1998 e 2004.
Em 2007 foi-lhe atribuído o 2º prémio do concurso Jovens Músicos na modalidade de Trompa Nível Superior. 
Como artista convidado colaborou, com a Orquestra Filarmonia das Beiras, Orquestra do Norte, Orquestra de Jazz de Matosinhos, Remix Ensemble, ONP entre outras.
Ministrou diversos Workshops e Cursos de Aperfeiçoamento em Portugal e República Checa.
É autor de materiais pedagógicos para o ensino da trompa publicados pela AvA Musical Editions e pela Phoenix Music Publications.
Os seus 15 Estudos para Trompa Grave receberam uma menção honrosa no concurso de composição organizado em 2014 pela International Horn Society.
Atualmente leciona na Academia de Música de Costa Cabral (Porto) e na Escola Superior de Música e Artes do Espetáculo (Porto) . Em 2004 criou o website trompista.com, uma comunidade sobre a trompa, para os falantes da língua portuguesa.  É membro da International Horn Society.